# Kanuslalom-Weltmeisterschaften 2003
Die Kanuslalom-Weltmeisterschaften 2003 fanden vom 23. bis 27. Juli 2003 in Augsburg in Deutschland statt.

## Ergebnisse

### Einer-Kajak
Männer:
| Platz | Land | Sportler        |
| ----- | ---- | --------------- |
| 1     | FRA  | Fabien Lefèvre  |
| 2     | CAN  | David Ford      |
| 3     | AUT  | Helmut Oblinger |

Frauen:
| Platz | Land | Sportlerin          |
| ----- | ---- | ------------------- |
| 1     | CZE  | Štěpánka Hilgertová |
| 2     | GER  | Jennifer Bongardt   |
| 3     | USA  | Rebecca Giddens     |

### Einer-Kajak-Mannschaft
Männer:
| Platz | Land | Sportler                                        |
| ----- | ---- | ----------------------------------------------- |
| 1     | SUI  | Thomas Mosimann Mathias Röthenmund Michael Kurt |
| 2     | NED  | David Backhouse Floris Braat Sam Oud            |
| 3     | GER  | Thilo Schmidt Thomas Schmidt Claus Suchanek     |

Frauen:
| Platz | Land | Sportlerinnen                                        |
| ----- | ---- | ---------------------------------------------------- |
| 1     | CZE  | Štěpánka Hilgertová Vanda Semerádová Irena Pavelková |
| 2     | GER  | Jennifer Bongardt Claudia Baer Mandy Planert         |
| 3     | GBR  | Helen Reeves Laura Blakeman Heather Corrie           |

### Einer-Canadier
Männer:
| Platz | Land | Sportler           |
| ----- | ---- | ------------------ |
| 1     | SVK  | Michal Martikán    |
| 2     | FRA  | Tony Estanguet     |
| 3     | GER  | Stefan Pfannmöller |

### Einer-Canadier-Mannschaft
Männer:
| Platz | Land | Sportler                                          |
| ----- | ---- | ------------------------------------------------- |
| 1     | SVK  | Alexander Slafkovský Juraj Minčík Michal Martikán |
| 2     | FRA  | Tony Estanguet Patrice Estanguet Emmanuel Brugvin |
| 3     | CZE  | Tomáš Indruch Jan Mašek Stanislav Ježek           |

### Zweier-Canadier
Männer:
| Platz | Land | Sportler                              |
| ----- | ---- | ------------------------------------- |
| 1     | GER  | Marcus Becker/Stefan Henze            |
| 2     | CZE  | Jaroslav Volf/Ondřej Štěpánek         |
| 3     | SVK  | Peter Hochschorner/Pavol Hochschorner |

### Zweier-Canadier-Mannschaft
Männer:
| Platz | Land | Sportler                                                                                    |
| ----- | ---- | ------------------------------------------------------------------------------------------- |
| 1     | CZE  | Jaroslav Volf/Ondřej Štěpánek Jaroslav Pospíšil/Jaroslav Pollert Marek Jiras/Tomáš Máder    |
| 2     | GER  | Marcus Becker/Stefan Henze Kay Simon/Robby Simon André Ehrenberg/Michael Senft              |
| 3     | POL  | Marcin Pochwała/Paweł Sarna Jarosław Miczek/Wojciech Sekuła Andrzej Wójs/Sławomir Mordarski |

## Medaillenspiegel
| Platz  | Land                   | Gold | Silber | Bronze | Gesamt |
| ------ | ---------------------- | ---- | ------ | ------ | ------ |
| 1      | Tschechien             | 3    | 1      | 1      | 5      |
| 2      | Slowakei               | 2    | —      | 1      | 3      |
| 3      | Deutschland            | 1    | 3      | 2      | 6      |
| 4      | Frankreich             | 1    | 2      | —      | 3      |
| 5      | Schweiz                | 1    | —      | —      | 1      |
| 6      | Kanada                 | —    | 1      | —      | 1      |
| 6      | Niederlande            | —    | 1      | —      | 1      |
| 8      | Vereinigtes Königreich | —    | —      | 1      | 1      |
| 8      | Polen                  | —    | —      | 1      | 1      |
| 8      | Österreich             | —    | —      | 1      | 1      |
| 8      | Vereinigte Staaten     | —    | —      | 1      | 1      |
| Gesamt | Gesamt                 | 8    | 8      | 8      | 24     |